# 吴劲威
吴劲威（英文：Edwin Goh，1994年7月25日—) 新加坡男演员，主持人，擅长演戏，唱歌及跳舞。15岁出道第一部作品是英语电视剧《斗蜘蛛，英语：Fighting Spiders》，2010年首次参与大银幕，在电影《割爱》中饰演新加坡阿姐郑惠玉与香港演员何家劲的长子。2012年凭《我们等你》获得Elle奖《最俱潜力新人奖》。前新传媒新艺经纪（TCA）的男艺人。2023年他离开新传媒后，与女友阮玮玲移居澳洲悉尼。

## 演艺生涯

### 2009年：出道
参演新传媒5频道英语电视剧《斗蜘蛛，英语：Fighting Spiders》饰演顺利(Soon Lee)和新传媒5频道英语电视剧《我们第一班，英语：First Class》饰演泰乐(Tyler)。

### 2010年至2015年
2010年，参演新传媒U频道电视剧《秘密花园》饰演文杰，新传媒8频道电视剧《破天网》饰演少年时期的杨天威，新传媒5频道英语电视剧《斗蜘蛛2，英语：Fighting Spiders2》饰演顺利(Soon Lee)和新加坡电影《割爱》饰演思思长子。
2011年，参演新传媒8频道电视剧《边缘父子》饰演姚志勇。
2012年，参演新传媒U频道电视剧《跳浪》饰演陈熙，新传媒8频道电视剧《我们等你》饰演蔡文生，客串新传媒5频道电视剧《律政精英，英语：Code of Law》，新传媒8频道实况节目《我和偶像有个约会》和新加坡电影《我们都不完美》饰演何建豪。凭《我们等你》获得Elle奖《最俱潜力新人奖》。
2013年，参演新传媒8频道电视剧《小小传奇》饰演李飞龙，新传媒8频道短剧《微微风（第三集）》，客串新传媒5频道电视剧《律政精英2，英语：Code of Law2》和新加坡电影《世界末日》饰演刘凯明。
2014年，参演新传媒8频道电视剧《警徽天职3》饰演少年时期的魏蓝天，电视剧《Missy先生》饰演伟伦和新传媒5频道电视剧《谭规则，英语：Rules of Tham》饰演马丁(Martin)，主持奥多频道电视节目《我们很棒，英语电视节目：We Are Awesome》。
2015年，参演新传媒8频道电视剧《志在四方2》饰演艾迪Eddy，客串新传媒5频道电视剧《律政精英3，英语：Code of Law3》和新加坡电影《想入飞飞》饰演被开罚单的车主。接下来两年因服役并无参与任何作品。

### 2018年至2020年
2018年，参演新传媒8频道电视剧《五零高手》饰演叶云峰，新传媒8频道电视剧《给我一百万》饰演张一正，新传媒8频道电视剧《闭上眼就看不见》饰演廖志远，和新传媒8频道电视剧《你也可以是天使3》饰演袁凯。
2019年，参演新传媒8频道电视剧《老友万岁》与《老友万岁之守护幸福》饰演韩向荣，新传媒8频道电视剧《爱在一百米》饰演送货员，电视剧《致胜出击》饰演颜逸风，新传媒Toggle英语网络剧《入侵者，英语：The Intruder》饰演汤姆斯(Thomas)和新传媒Toggle英语网络剧《见国会议员，英语：Meet The MP》饰演罗伯特(Robert)。
2020年，参演新传媒8频道电视剧《单翼天使》饰演冯凯威。

### 2021年至今
2021年，参演新传媒8频道电视剧《过江新娘》饰演钟世明。原本会参与香港ViuTV与新传媒合作，原计在香港、新加坡及台湾取景的电视剧《太平纹身店》演出的他和本地演员陈泂江、黄俊雄、朱厚任、陈澍城等因新型冠狀病毒疫情改成在香港拍摄而无缘与香港团队合作。

## 感情生活
2019年，吳勁威被傳出與星二代好友黃暄婷交往，後遭到兩人的否認並表示只是好友。2020年2月1日，吳勁威公開宣布與俄羅斯籍新加坡女模特，Darina Sheremet交往。2022年8月，双方结束他们的感情。
2023年3月，吴劲威宣布与阮玮玲交往。同年7月，双方开始居住澳洲悉尼，同时他们持有一年的打工与度假签证。

## 音乐作品
| 年份   | 专辑名称                           | 歌曲名称         | 合唱 | 备注 |
| 2012年 | 新传媒群星贺岁《金龙接财神》       | 嘻嘻哈哈过新年   | 方伟杰，李巧儿                                                                                           | 合辑 |
| 2018年 | 新传媒群星贺岁《阿狗狗旺旺过好年》 | 阿狗狗旺旺过好年 | 郑惠玉，陈汉玮，林慧玲，黄俊雄，刘子绚，陈泓宇，蔡琦慧，方展发，陈凤玲，陈罗密欧，黄思恬，陈泂江，罗美仪 | 合辑 |
| 2019年 | 新传媒群星贺岁《猪饱饱欢乐迎肥年》 | 嘻嘻哈哈过新年   | 谢静仪，陈一熙，黄暄婷，芳榕                                                                             | 合辑 |
| 2020年 | 新传媒群星贺岁《裕鼠鼠纳福迎春乐》 | 新年快乐         | 包勋评，罗美仪，张钧淯，洪凌，谢俊峰，陈楚寰，朱哲伟，何盈莹，黄暄婷，陈一熙，黄怡灵，黄俊融，阳光可乐   | 合辑 |

## 影视作品

### 电视剧
| 年份   | 频道         | 剧名                                     | 角色             | 性质       |
| 2009年 | 新传媒5频道  | 斗蜘蛛（英语电视剧：Fighting Spiders）   | 顺利（Soon Lee） | 男主角     |
| 2009年 | 新传媒5频道  | 我们第一班（英语电视剧：First Class）    | 泰乐（Tyler）    | 次要角     |
| 2010年 | 新传媒U频道  | 秘密花园                                 | 文杰             | 次要角     |
| 2010年 | 新传媒8频道  | 破天网                                   | 少年时期的杨天威 | 次要角     |
| 2010年 | 新传媒5频道  | 斗蜘蛛2（英语电视剧：Fighting Spiders2） | 顺利(Soon Lee)   | 男主角     |
| 2011年 | 新传媒8频道  | 边缘父子                                 | 姚志勇           | 男配角     |
| 2012年 | 新传媒U频道  | 跳浪                                     | 陈熙             | 男配角     |
| 2012年 | 新传媒8频道  | 我们等你                                 | 蔡文生           | 男配角     |
| 2012年 | 新传媒5频道  | 律政精英（英语电视剧：Code of Law）      | 佚名             | 客串       |
| 2013年 | 新传媒8频道  | 小小传奇                                 | 李飞龙           | 男配角     |
| 2013年 | 新传媒8频道  | 微微风（第3集）                          | 佚名             | 客串       |
| 2013年 | 新传媒5频道  | 律政精英2（英语电视剧：Code of Law2）    | 佚名             | 客串       |
| 2014年 | 新传媒8频道  | 警徽天职3                                | 少年时期的魏蓝天 | 次要角     |
| 2014年 | 新传媒8频道  | Missy先生                                | 伟伦和           | 次要角     |
| 2014年 | 新传媒5频道  | 谭规则 （英语电视剧：Rules of Tham）     | 马丁(Martin)     | 男主角     |
| 2015年 | 新传媒8频道  | 志在四方2                                | 艾迪Eddy         | 次要角     |
| 2015年 | 新传媒5频道  | 律政精英3（英语电视剧：Code of Law3）    | 佚名             | 客串       |
| 2018年 | 新传媒8频道  | 五零高手                                 | 叶云峰           | 男配角     |
| 2018年 | 新传媒8频道  | 给我一百万                               | 张一正           | 男配角     |
| 2018年 | 新传媒8频道  | 闭上眼就看不见                           | 廖志远           | 男配角     |
| 2018年 | 新传媒8频道  | 你也可以是天使3                          | 袁凯             | 男配角     |
| 2019年 | 新传媒8频道  | 老友万岁                                 | 韩向荣           | 男配角     |
| 2019年 | 新传媒8频道  | 老友万岁之守护幸福                       | 韩向荣           | 男配角     |
| 2019年 | 新传媒8频道  | 爱在一百米                               | 送货员           | 次要角     |
| 2019年 | 新传媒8频道  | 致胜出击                                 | 颜逸风           | 男配角     |
| 2019年 | 新传媒Toggle | 入侵者（英语网络剧：The Intruder）       | 汤姆斯(Thomas)   | 男主角     |
| 2019年 | 新传媒Toggle | 见国会议员（英语网络剧：Meet The MP）    | 罗伯特(Robert)   | 次要角     |
| 2020年 | 新传媒8频道  | 单翼天使                                 | 冯凯威           | 男配角     |
| 2021年 | 新传媒8频道  | 过江新娘                                 | 钟世明           | 第二男主角 |
| 2021年 | 新传媒8频道  | 人心鉴定师                               | 程火昌（年轻时） | 特别演出   |
| 2022年 | 新传媒8频道  | 多年后的全家福                           | 叶康乐           | 男配角     |
| 2022年 | 新传媒8频道  | 卫国先锋2                                | 吴冠彦           | 男配角     |
| 2023年 | 新传媒8频道  | 黄金巨塔                                 | 刘光辉           | 男配角     |
| 2023年 | 新传媒8频道  | 金色大道                                 |                  |            |

### 电影
| 年份   | 剧名         | 角色           | 国家   | 性质   |
| 2010年 | 割爱         | 思思长子       | 新加坡 | 男配角 |
| 2012年 | 我们都不完美 | 何建豪         | 新加坡 | 男配角 |
| 2013年 | 世界末日     | 刘凯明         | 新加坡 | 男配角 |
| 2015年 | 想入飞飞     | 被开罚单的车主 | 新加坡 | 客串   |

### 节目
| 年份   | 频道          | 节目名称                                 | 期数          | 性质 | 备注     |
| 2012年 | 新传媒8频道   | 我和偶像有个约会                         | 全集          | 嘉宾 | 电视节目 |
| 2014年 | 奥多频道      | 我们很棒（英语电视节目：We Are Awesome） | 未知          | 主持 | 电视节目 |
| 2020年 | 新传媒Toggle  | 这个是不是Prank                          | 第11集 第12集 | 嘉宾 | 网络节目 |
| 2020年 | 新传媒MeWATCH | 最佳损友                                 | 第3集         | 嘉宾 | 网络节目 |
| 2020年 | 新传媒8频道   | 小毛病大问题                             | 未知          | 嘉宾 | 电视节目 |

## 产品代言
| 年份   | 产品名称       | 国家   | 备注     |
| 2020年 | OSIM游戏按摩椅 | 新加坡 | 电视广告 |
| 2020年 | 养命酒         | 新加坡 | 电视广告 |

## 荣誉及奖项
| 年份   | 届次                           | 奖项                                | 作品               | 国家   | 结果 |
| 2012年 | 2012 Elle奖                    | 最俱潜力新人奖                      | 我们等你饰演蔡文生 | 新加坡 | 獲獎 |
| 2012年 | 第18届 红星大奖2012            | 最喜爱男角色                        | 边缘父子饰演姚志勇 | 新加坡 | 提名 |
| 2013年 | 第19届 红星大奖2013            | 最佳新人奖                          | 我们等你饰演蔡文生 | 新加坡 | 提名 |
| 2014年 | 第20届 红星大奖2014            | 十大最受欢迎男艺人                  | 不適用             | 新加坡 | 提名 |
| 2014年 | 第20届 红星大奖2014            | 区域最受欢迎新传媒艺人 (印度尼西亚) | 不適用             | 新加坡 | 提名 |
| 2016年 | 第22屆 紅星大獎2016            | 最佳男配角                          | 志在四方2          | 新加坡 | 提名 |
| 2016年 | 名望奖2016（Fame Awards 2016） | 最佳男配角                          | 志在四方2          | 新加坡 | 提名 |
| 2021年 | 第26届 红星大奖2021            | 十大最受欢迎男艺人                  | 不適用             | 新加坡 | 提名 |
| 2023年 | 第28屆 紅星大獎2023            | 十大最受欢迎男艺人                  | 不適用             | 新加坡 | 提名 |